# Bobletici, Sîngerei
Bobletici este un sat din cadrul comunei Coșcodeni din raionul Sîngerei, Republica Moldova.

## Istorie
Satul Bobletici a fost atestat pentru prima dată în anul 1593:
„Io Aron voievod, din mila lui Dumnezeu, domn al Țării Moldovei. Iată a venit înaintea domniei mele și înaintea boierilor noștri, mari și mici, sluga noastră Ghiorghie Bolbocel din Chirileni, din ținutul Iași, cu mărturie de la mulți oameni buni, anume: Grozea din Macești, și Lazor Bobletic din Bobleteci, și Chirică de acolo, și Chirilă din Condrătești, și Dinga ploscarul de acolo, și Ihnat de acolo, și Toader Cârlan din Dumbrăvița, precum a vândut Beribacea a sa ocină Erinei, parte lui din satul Hârceștii, și din vii din satul Hârceștii, și cu pomătul de acolo și din moara din Ichil, pentru optzeci și opt de zloți tătărăști, precum arată scrisoarea de la oameni buni.
Iar noi, încă i-am tăcut întărire și împuternicire, ca să aibă a stăpâni această ocină, pe unde va fi acea parte, care este mai sus scrisă.

Și altul nimeni să nu se amestece, înaintea acestei cărți a domn mele.

Scris la Iași, în anul 7101 <1593> luna iunie 7.

Însuși domnul a poruncit,

Oprea mare logofăt,

Barnovschi a scris.”